# Timonius zuckianus
Timonius zuckianus är en måreväxtart som beskrevs av Steven P. Darwin. Timonius zuckianus ingår i släktet Timonius och familjen måreväxter. Inga underarter finns listade i Catalogue of Life.